# 川口通正
川口通正（かわぐちみちまさ　Michimasa Kawaguchi 1952年9月23日- ）は、日本の建築家。川口通正建築研究所代表。兵庫県西脇市生まれ。東京目白育ち。
1970年以後、建築を独学で学ぶ。1983年に川口通正建築研究所を設立。現在は、工学院大学講師、NPO法人家づくりの会会員。
著書に、『狭い敷地での間取り』 (家づくりの図集　1996　泉幸甫と共著）

## 受賞歴
- 1992年 - 「草絲館」でUD賞都市建築部門賞受賞
- 1999年 - 「土庵」で川口市都市デザイン賞まちかどスポット賞受賞
- 2002年 - 「みんなの巡の家」で薪ストーブのある家コンクール優秀賞を受賞
- 2012年 - 「木竈」で軽井沢『緑の景観賞』最優秀賞を受賞

## 代表作品
- 映水庵 1986年
- 十坪の塔
- メトロゲート
- 矢来亭
- 碧榕居 1994年
- ただいまの家 2004年
- 楓燕居 2007年
- 小鉄 2007年
- 木竈 2008年
- 黒蓮 2009年
- 紫野 2011年